# Tunyogmatolcsi Holt-Szamos
Tunyogmatolcsi Holt-Szamos este o arie protejată (arie specială de conservare — SAC, sit de importanță comunitară — SCI) din Ungaria întinsă pe o suprafață de 303,02 ha, integral pe uscat.

## Localizare
Centrul sitului Tunyogmatolcsi Holt-Szamos este situat la coordonatele 47°56′59″N 22°26′41″E / 47.949722°N 22.444722°E.

## Înființare
Situl Tunyogmatolcsi Holt-Szamos a fost declarat sit de importanță comunitară în mai 2004 pentru a proteja 4 specii de animale. Situl a fost protejat și ca arie specială de conservare în februarie 2010.

## Biodiversitate
Situată în ecoregiunea panonică, aria protejată conține 3 habitate naturale: Lacuri și iazuri distrofice naturale, Lacuri eutrofice naturale cu vegetație de tip Magnopotamion sau Hydrocharition, Păduri panonice cu Quercus petraea și Carpinus betulus.
La baza desemnării sitului se află mai multe specii protejate:
- mamifere (1): vidră de râu (Lutra lutra)
- pești (2): zvârluga (Cobitis taenia), boarță (Rhodeus sericeus amarus)
- reptile (1): țestoasa de baltă (Emys orbicularis)